# Pozoamargo
Pozoamargo – gmina w Hiszpanii, w prowincji Cuenca, w Kastylii-La Mancha, o powierzchni 53,58 km². W 2011 roku gmina liczyła 377 mieszkańców.